# Coris dorsomacula
Coris dorsomacula Fowler, 1908 è un pesce di acqua salata appartenente alla famiglia Labridae.

## Distribuzione e habitat
Proviene dalle barriere coralline dell'oceano Pacifico occidentale, in particolare da Australia, Honshū, Tonga, Baia di Sagami, Nuova Caledonia e Nuova Zelanda. Nuota in zone ricche di vegetazione acquatica e nei pressi delle barriere, di solito in aree con fondo sabbioso, tra i 2 e i 40 m di profondità.

## Descrizione
Presenta, come le altre specie del suo genere, un corpo abbastanza allungato. Il profilo della testa è abbastanza appuntito; la pinna caudale ha il margine arrotondato. La lunghezza massima registrata è di 38 cm. Gli esemplari giovani sono meno colorati degli adulti; il loro dorso tende al marrone olivaceo, mentre il ventre è bianco o grigio pallido. Già nei giovani è possibile vedere sul dorso delle fasce alternate chiare e scure. Le pinne pelviche sono abbastanza allungate.
Gli adulti, invece, sono prevalentemente verdi scuri o blu, con delle fasce verticali più chiare tendenti al grigiastro. Sono presenti anche delle fasce orizzontali arancioni, più evidenti. La pinna dorsale e la pinna anale sono lunghe, degli stessi colori del corpo, ma all'inizio della pinna dorsale può essere presente una macchia gialla, non particolarmente ampia. La pinna caudale è arancione con delle piccole macchie blu e il bordo verde pallido.

## Biologia

### Comportamento
È una specie prevalentemente solitaria.

### Alimentazione
Si nutre soprattutto di microbenthos.

## Conservazione
Questa specie non viene pescata molto frequentemente ed è poco ricercata negli acquari, quindi la lista rossa IUCN la classifica come "a rischio minimo" (LC).